# 313 a.C.

## Eventos
- Continua a Segunda Guerra Samnita.
- Lúcio Papírio Cursor, pela quinta vez, e Caio Júnio Bubulco, pela segunda vez, cônsules romanos.[1][2]
- Caio Petélio Libo Visolo é nomeado ditador e escolhe Marco Petélio Libão ou Marco Fólio Flacinador como seu mestre da cavalaria.